# Tobias Smollett

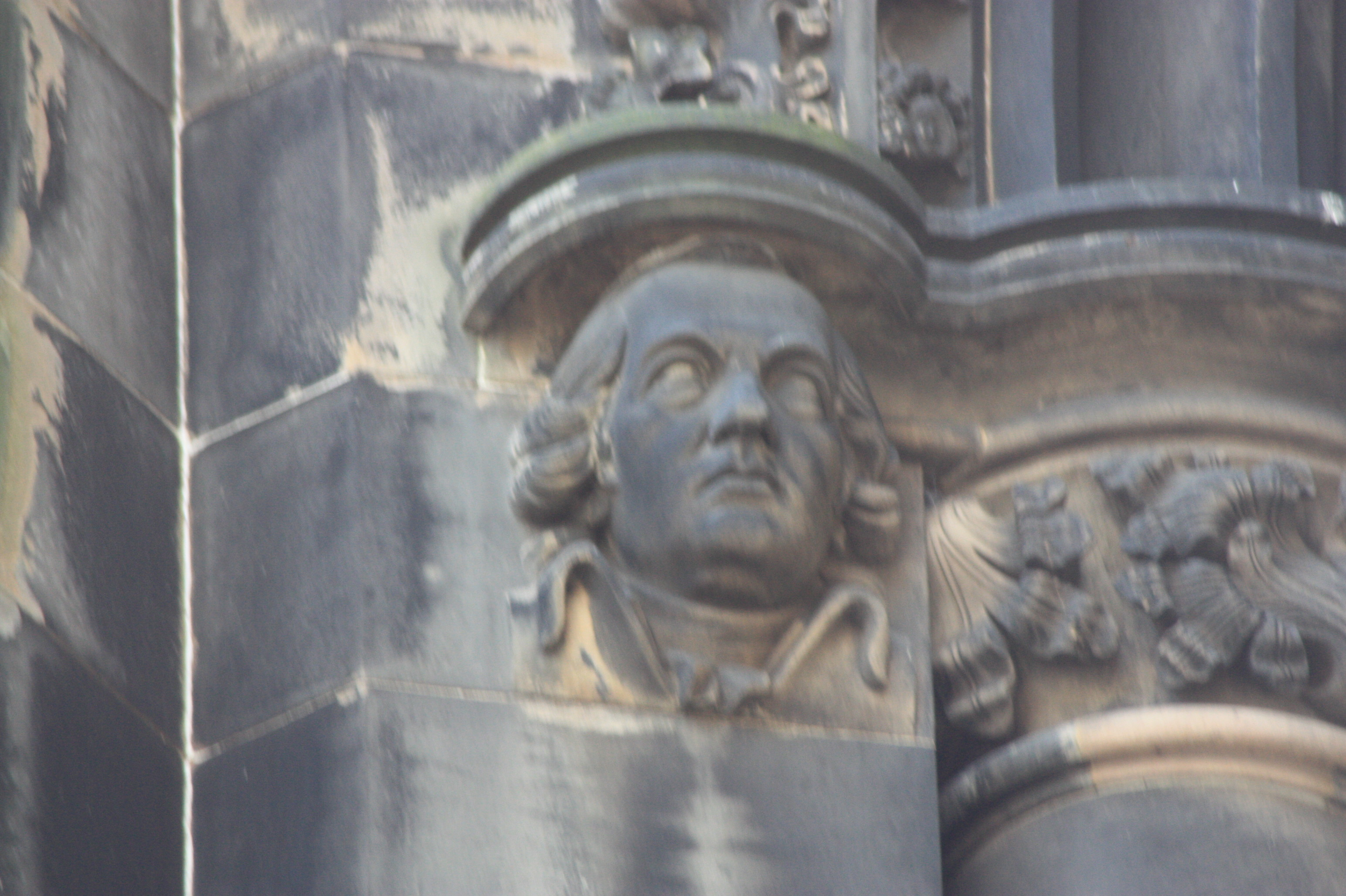
Tobias Smollett sobre el Scott Monument.

Tobias George Smollett (1721 – 1771) va ser un escriptor i poeta escocès. Es va donar a conèixer amb novel·les picaresques com The Adventures of Roderick Random (1748) i The Adventures of Peregrine Pickle (1751), les quals va influenciar Charles Dickens.
Smollett va rebre educació com a cirurgià a la Universitat de Glasgow Durant 1739 marxà a Londres a cercar fortuna com a dramaturg. Com a cirurgià s'enrolà a un vaixell i arribà a Jamaica,on hi residí uns anys. Durant 1742 exercí com cirurgià a la captura de Cartagena. George Orwell el va qualificar com el millor novel·lista d'Escòcia.